# 小笠原敬承斎
小笠原 敬承斎（おがさわら けいしょうさい、1966年 - ）は、小笠原流礼法宗家である。小笠原忠統の実姉小笠原日英（村雲御所・瑞龍寺門跡12世、日英尼公）の孫である。

## 概要
小笠原流礼法宗家であり小笠原惣領家第32世当主である小笠原忠統の小笠原流礼法を継ぐ。忠統の存命中は小笠原流礼法副宗家として忠統をささえ、忠統の没後は小笠原流礼法宗家に就任した。
伝書の教えに基づき、門下の指導を行うとともに学校・団体等においても礼法の普及に努めている。さらには、小笠原流礼法の教えをもとに企業研修、講演、執筆など、様々な分野において活動を広げている

## 略歴
- 1966年 - 東京都に生まれる。
- 1984年 - 聖心女子学院中等科・高等科卒業。
- 1986年 - 聖心女子専門学校卒業後、英国留学。
- 1994年 - 小笠原流礼法副宗家に就任。
- 1996年 - 宗家に就任。

## 著書
- 「図解 美しいふるまい　小笠原流礼法入門」淡交社 1999
- 「美しいふるまい　小笠原流礼法入門」淡交社 1999
- 「親子でまなぶ子どもマナーブック」 淡交社 2003
- 「美しいマナー心得　小笠原流礼法」PHPエル新書 2003
- 「まごこころの贈り物　母と子のごあいさつ読本」文春文庫 2003
- 「おそれいります　小笠原流礼法・美しいことばとしぐさが身につく本」講談社 2005
- 「マナー美人ブック　どうして彼女には気品があるのか」大和書房 2005
- 「聡明な女性は会話上手」三笠書房　知的生きかた文庫 2006
- 「美人の教科書」 集英社 2006
- 「美人の＜和＞しぐさ　大和撫子のマナー」 PHP新書 2008
- イラストでわかる礼儀作法基本テキスト 日本能率協会マネジメントセンター 2009.8
- 誰からも好かれる社会人のマナー 小笠原流礼法  講談社+α文庫 2010.7
- 誰も教えてくれない男の礼儀作法  光文社新書 2010.10
- 男の一日一作法  光文社新書 2011.11
- 見てまなぶ日本人のふるまい 小笠原流礼法入門 淡交社  2011.3
- 日本人なら知っておきたい 美しい10の作法 中経出版 2013.3
- 賢人のアピール術 幻冬舎 2013.4
- 暦のたしなみ〜しきたり・年中行事・季節のうつろいまで〜 ワニブックス 2013.12
- 伯爵家のしきたり 幻冬舎 2014.1
- 美しい日本語の作法 小学館 2016.1
- 日本人のこころとかたち 淡交社 2017.9
- 外国人に正しく伝えたい日本の礼儀作法　光文社新書　2019.1
- 親子でまなぶ 礼儀と作法  淡交社　2019.2

### 共著
- 小笠原忠統　『和食のマナー手帳』 小学館　1996.12